# 김영광 (배우)
김영광(金英光, 1987년 1월 11일 ~ )은 대한민국의 배우이자 모델이다. 2006년 싱글즈 서울컬렉션 Lone Costume 06.07 F/W로 데뷔하였다.

## 학력
- 선인중학교(졸업)
- 정석항공과학고등학교(졸업)
- 한양대학교 연극영화학과(졸업)

## 출연 작품

### 드라마
| 연도 | 방송사                  | 제목                                            | 역할            | 비고        |
| ---- | ----------------------- | ----------------------------------------------- | --------------- | ----------- |
| 2008 | KBS2                    | 그들이 사는 세상                                | 이재환          | 16부작      |
| 2009 | MBC                     | 트리플                                          | 김재욱          | 16부작      |
| 2009 | KBS2                    | 아가씨를 부탁해                                 | 정우성          | 16부작      |
| 2010 | MBC                     | 볼수록 애교만점                                 | 이영광          | 138부       |
| 2011 | KBS2                    | KBS 드라마 스페셜 연작 시리즈 화이트 크리스마스 | 조영재          | 8부작       |
| 2011 | 채널A                   | 총각네 야채가게                                 | 이슬우          | 24부작      |
| 2012 | 채널A                   | 총각네 야채가게                                 | 이슬우          | 24부작      |
| KBS2 | 사랑비                  | 한태성                                          | 20부작          |             |
| JTBC | 우리가 결혼할 수 있을까 | 공기중                                          | 20부작          |             |
| 2013 | SBS                     | 출생의 비밀                                     | 박수창          | 18부작      |
| 2013 | KBS2                    | 굿 닥터                                         | 한진욱          | 20부작      |
| 2014 | 드라마큐브              | 시크릿 러브 - 13번째 버킷리스트                 | 윤준문          | 5부작 (2화) |
| 2014 | tvN                     | 아홉수 소년                                     | 강진구          | 14부작      |
| 2014 | SBS                     | 피노키오                                        | 서범조          | 20부작      |
| 2015 | 네이버TV                | 닥터 이안                                       | 모이안          | 9부작       |
| 2015 | JTBC                    | 디데이                                          | 이해성          | 20부        |
| 2016 | SBS                     | 고호의 별이 빛나는 밤에                         | 강태호          | 20부작      |
| 2016 | KBS2                    | 우리집에 사는 남자                              | 고난길          | 16부작      |
| 2017 | MBC                     | 파수꾼                                          | 장도한 / 이관우 | 32부        |
| 2018 | tvN                     | 나인룸                                          | 기유진          | 16부        |
| 2019 | SBS                     | 초면에 사랑합니다                               | 도민익          | 32부        |
| 2021 | KBS2                    | 안녕? 나야!                                     | 한유현          | 16부        |
| 2022 | Netflix                 | 썸바디                                          | 성윤오          | 8부작       |
| 2023 | Disney+                 | 사랑이라 말해요                                 | 한동진          | 16부        |
| 2023 | ENA                     | 악인전기                                        | 서도영          | 10부작      |
| 2025 | SBS                     | 귀궁                                            | 이무기 강철이   | 16부작      |
| 2025 | Netflix                 | 트리거                                          | 문백            | 10부작      |
| 2025 | KBS2                    | 은수 좋은 날                                    | 이경            | 12부작      |

### 영화
| 연도 | 제목          | 역할   | 비고 |
| ---- | ------------- | ------ | ---- |
| 2012 | 차형사        | 한승우 |      |
| 2014 | 피끓는 청춘   | 조광식 |      |
| 2018 | 너의 결혼식   | 황우연 |      |
| 2018 | 원더풀 고스트 | 강태진 |      |
| 2021 | 미션 파서블   | 우수한 |      |
| 2021 | 해피 뉴 이어  | 승효   |      |

### 뮤직 비디오
| 연도 | 가수               | 제목                | 비고 |
| ---- | ------------------ | ------------------- | ---- |
| 2007 | 이승환             | 〈내 맘이 안 그래〉 |      |
| 2007 | 엠씨 더 맥스       | 〈사랑을 외치다〉   |      |
| 2008 | 신혜성, 린         | 〈그대죠〉          |      |
| 2009 | 엑스엑스엑스(XXX)  | 〈밤의 모노레일〉   |      |
| 2011 | 박봄               | 〈DON`T CRY〉       |      |
| 2013 | 브라운 아이드 소울 | 〈너를〉            |      |

### 연극
- 2009년 《뷰티풀 선데이》 - 준석 역

### 예능
- 2013년 《무한도전》 - 355, 358화
- 2015년 《힐링캠프, 기쁘지 아니한가》 - 186, 187화
- 2016년 《정글의 법칙》 - 26기 in 뉴칼레도니아
- 2017년 《주먹쥐고 뱃고동》 - 1~4화 울진, 강원 고성 편
- 2018년 《정글의 법칙》 - 36기 in 남극
- 2020년 《식스센스》- 게스트
- 2025년 《집대성》- 게스트

## 모델 경력
- 2008년 6월 - 2009 S/S 남성복 컬렉션 디올 옴므 모델 (동양인 최초)
- 2008년 - F/W 밀라노 컬렉션 비비안 웨스트우드 모델

## CF
- 2007년 - LG유플러스 17마일리지
- 2007년 - 현대카드 알파벳
- 2007년 - TBJ
- 2008년 - 불가리 향수
- 2008년 - 로레알
- 2008년 - 애니콜 스타일보고서 폰
- 2009년 - 진라면
- 2009년 - 포르테 (Boys be luxuary 편)
- 2010년 - 롯데카드
- 2010년 - 크리스크리스티 (with 이솜, 이수혁)
- 2012년 - 앤듀
- 2013년 - 하이트진로 참이슬 (with 이유비)
- 2013년 - 롯데제과 가나 초콜릿 (with 손수현)
- 2015년 - 삼천리자전거 아팔란치아
- 2015년 - 피자헛 (with 이솜)
- 2015년 - 오프로드
- 2015년 - 아팔란치아
- 2017년 - 한화리조트 거제 벨버디어

## 수상 및 후보
| 연도 | 시상식                      | 부문                             | 작품               | 결과 |
| ---- | --------------------------- | -------------------------------- | ------------------ | ---- |
| 2008 | 패션 사진작가협회           | 신인모델상                       | 빈칸               | 수상 |
| 2009 | 아시아 모델 페스티벌 어워즈 | 패션모델상                       | 빈칸               | 수상 |
| 2009 | 제2회 스타일 아이콘 어워즈  | 모델부문상                       | 빈칸               | 수상 |
| 2010 | MBC 방송연예대상            | 코미디/시트콤 부문 남자 신인상   | 볼수록 애교만점    | 후보 |
| 2013 | KBS 연기대상                | 남자 신인상                      | 굿 닥터            | 후보 |
| 2014 | 제22회 대한민국문화연예대상 | 영화부문 남자 신인상             | 피끓는 청춘        | 수상 |
| 2014 | SBS 연기대상                | 뉴스타상                         | 피노키오           | 수상 |
| 2016 | KBS 연기대상                | 미니시리즈부문 남자 우수연기상   | 우리집에 사는 남자 | 후보 |
| 2017 | MBC 연기대상                | 월화극부문 남자 최우수연기상     | 파수꾼             | 후보 |
| 2018 | 제2회 더 서울어워즈         | 영화부문 남우신인상              | 너의 결혼식        | 후보 |
| 2018 | 제2회 엘르 스타일 어워즈    | 맨 오브 더 이어                  | 빈칸               | 수상 |
| 2018 | 제39회 청룡영화상           | 신인남우상                       | 너의 결혼식        | 후보 |
| 2018 | 제39회 청룡영화상           | 인기스타상                       | 너의 결혼식        | 수상 |
| 2019 | 제55회 백상예술대상         | 영화부문 남자 신인연기상         | 너의 결혼식        | 수상 |
| 2019 | SBS 연기대상                | 미니시리즈부문 남자 최우수연기상 | 초면에 사랑합니다  | 후보 |